# Oldfieldia dactylophylla
Oldfieldia dactylophylla là một loài thực vật có hoa trong họ Picrodendraceae. Loài này được (Welw. ex Oliv.) J.Léonard mô tả khoa học đầu tiên năm 1956.